# Bürgerdenkmal (Magdeburg)

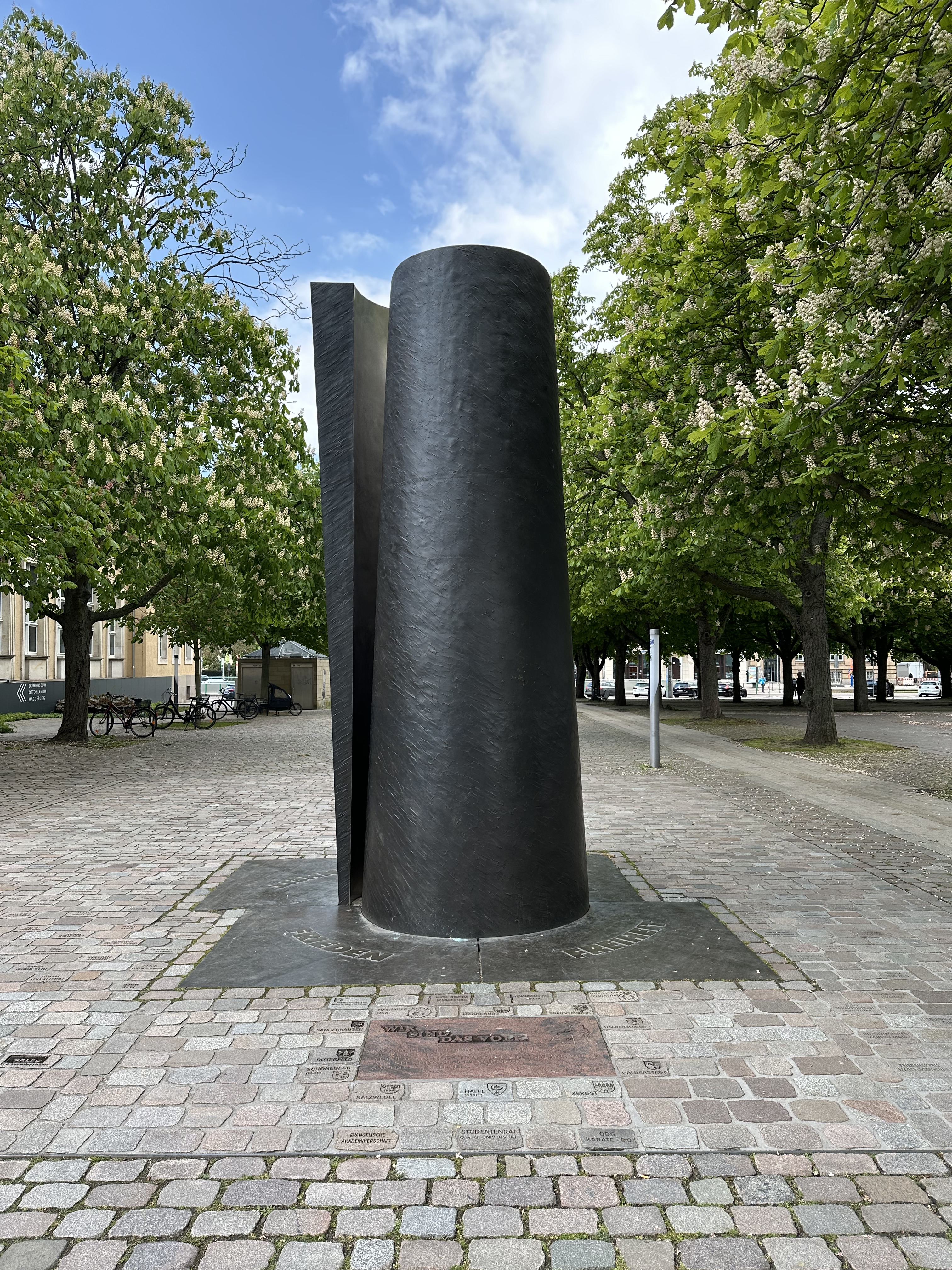
Bürgerdenkmal, 2024

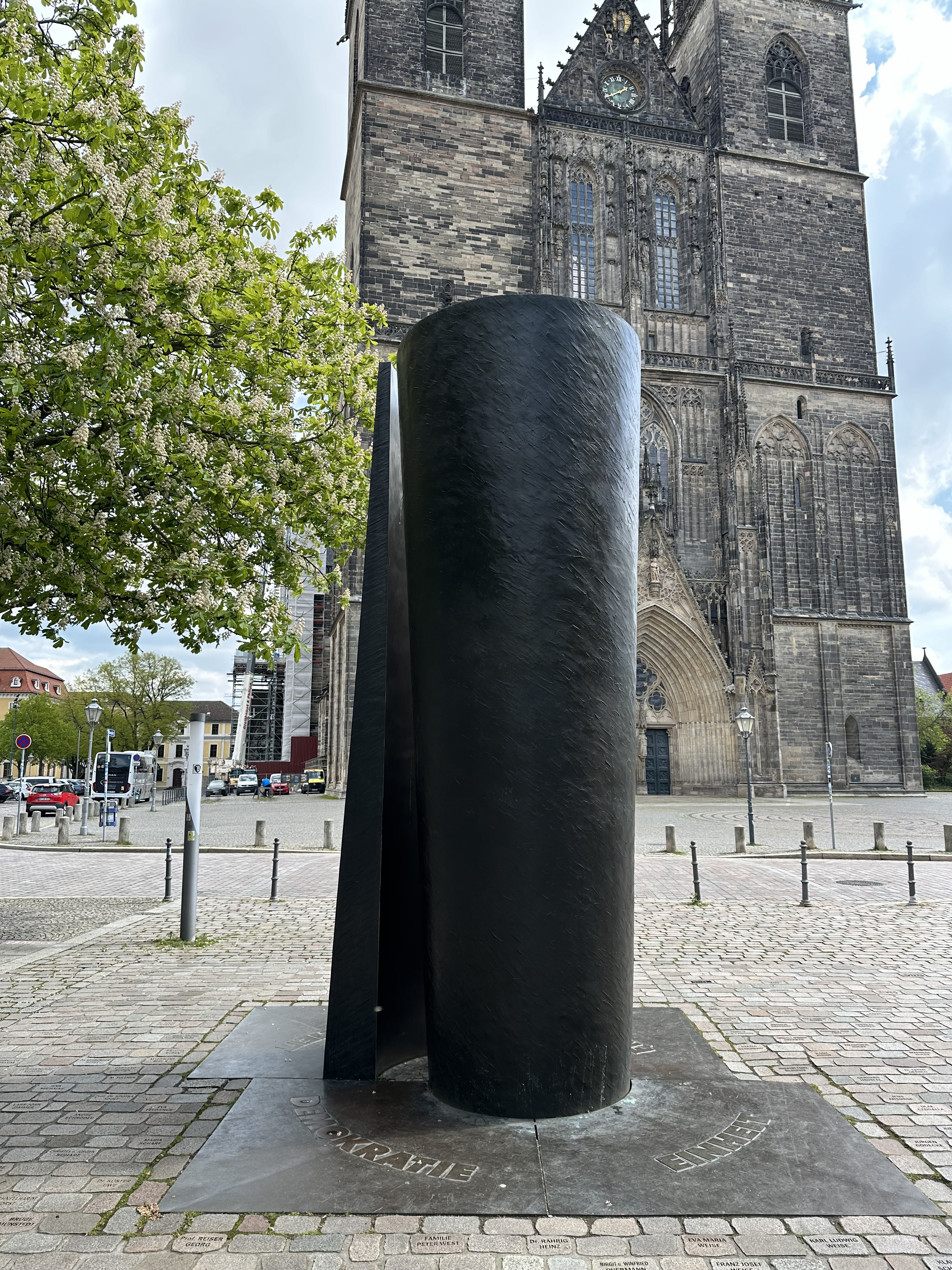
Blick von Westen, im Hintergrund der Magdeburger Dom

Das Bürgerdenkmal ist ein Denkmal für die Montagsdemonstrationen der friedlichen Revolution des Jahres 1989 in Magdeburg in Sachsen-Anhalt.
Das Denkmal soll an den Mut der Menschen erinnern, die hier im Herbst 1989 gegen die Diktatur protestierten. Es soll aber zugleich auch daran mahnen, dass es zur Bewahrung der errungenen Freiheit und Demokratie auch zukünftig Mut und Zivilcourage braucht.

## Lage
Das Denkmal befindet sich in der Magdeburger Altstadt, westlich des Magdeburger Doms nahe dem östlichen Ende der Domstraße, an der südwestlichen Ecke des Domplatzes.

## Geschichte
1999 wurde auf Initiative von Rudolf Evers, Henryk König und des Kuratoriums Magdeburger Bürgerdenkmal e. V. ein Wettbewerb zur Errichtung eines Denkmals zum Gedenken an die friedliche Revolution des Jahres 1989 durchgeführt. Finanziell wurde der Wettbewerb durch die Nord/LB unterstützt. Eine eingesetzte Jury entschied sich letztlich für den Entwurf des aus dem bayerischen Langweid stammenden Künstlers Norbert Zagel. Die Finanzierung des Denkmals erfolgte durch Spenden. Der ausgewählte Standort nahe dem Dom und dem Domplatz war Teil des Bereichs, in dem die Montagsdemonstrationen stattfanden.
Die Einweihung des Denkmals erfolgte am 3. Oktober 2003, anlässlich der Bundesfeier zum Tag der Deutschen Einheit in Magdeburg. Zugegen waren unter anderem Bundespräsident Johannes Rau, Ministerpräsident Wolfgang Böhmer und Oberbürgermeister Lutz Trümper. 
Nach der Einweihung löste sich das Kuratorium auf. Das Denkmal wurde der Stadt Magdeburg übergeben. 2011 erhielt die Stele eine farbabweisende Schutzschicht und eine neue Beleuchtung. Außerdem wurden Pflastersteine und Bronzeplatten gereinigt.
Am 9. Oktober 2013 wurde eine Gedenkveranstaltung 10 Jahre Bürgerdenkmal durchgeführt, auf der Ministerpräsident Reiner Haseloff sprach.

## Gestaltung

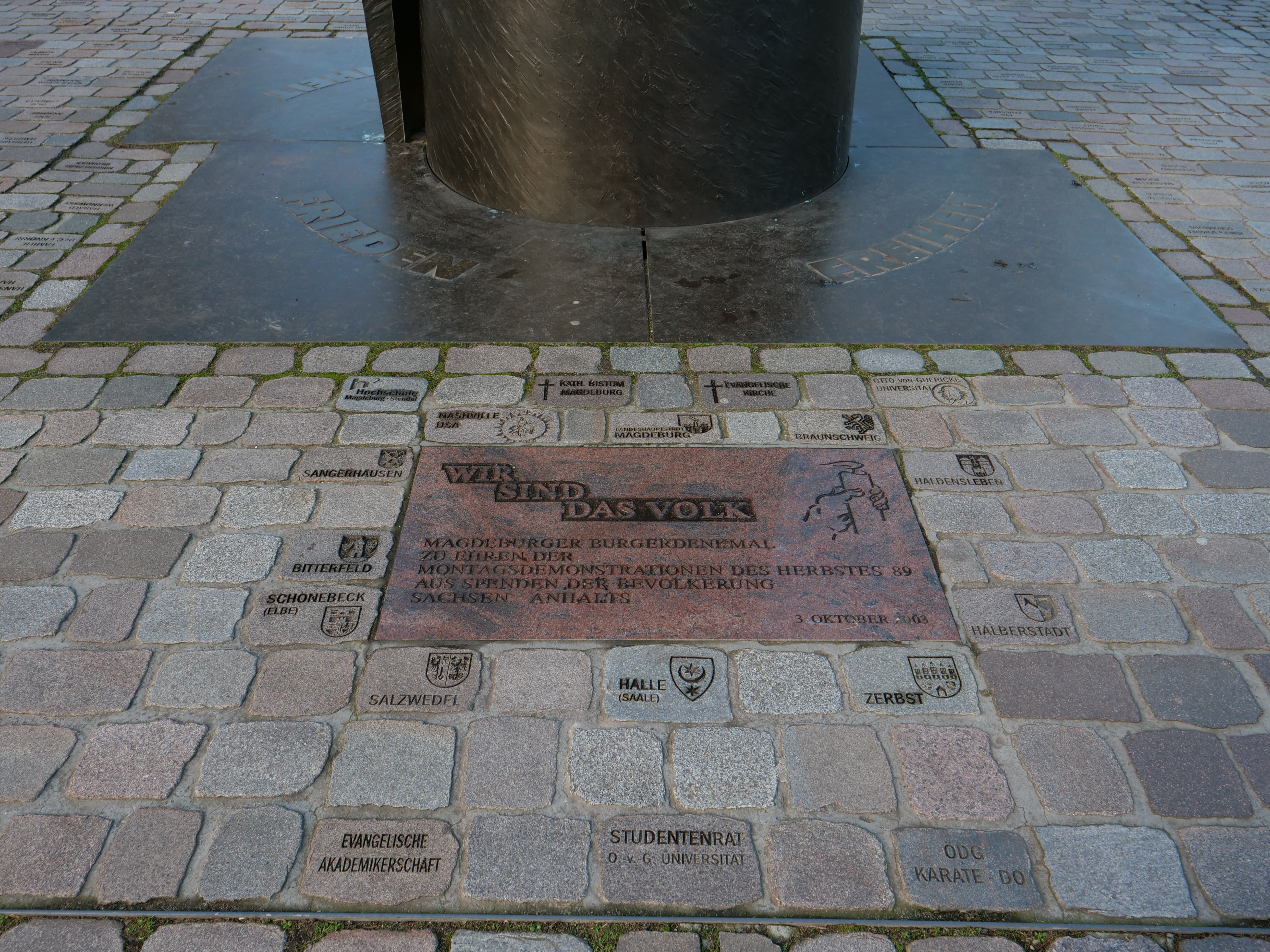
Bodenplatte, Denkmalserläuterung und Spendersteine

Es entstand eine Skulptur aus zwei ineinander ragenden, halben Zylindern. Sie stellen eine aufgebrochene Stele dar, aus der im Dunkeln Licht hervorquillt. So soll der gesellschaftliche Umbruch in der Zeit der friedlichen Revolution symbolisiert werden. Nach außen sind die Zylinder aus Bronzeguss gefertigt, im Inneren bestehen sie aus Edelstahl. Im Boden sind Strahler eingelassen, die die Skulptur nachts von innen so beleuchten, dass durch die Spalten Licht nach außen fällt. Der Boden um die Skulpturen ist mit Platten aus Bronzeguss belegt, die mit den Schriftzügen FREIHEIT, DEMOKRATIE, EINHEIT und FRIEDEN beschriftet sind. Die Umgebung des Denkmals ist mit Steinen gepflastert, auf denen die Namen von 470 Spendern verewigt sind, darunter auch Partnerstädte Magdeburgs wie Braunschweig und Nashville und andere Städte Sachsen-Anhalts. Die Steine konnten auch noch in späterer Zeit gestiftet werden. So fand eine Einweihung eines neuen Steins noch 2011 statt. Die Pflasterarbeiten erfolgten durch die Paul Schuster GmbH.